# Liste der meistverkauften Singles in Deutschland

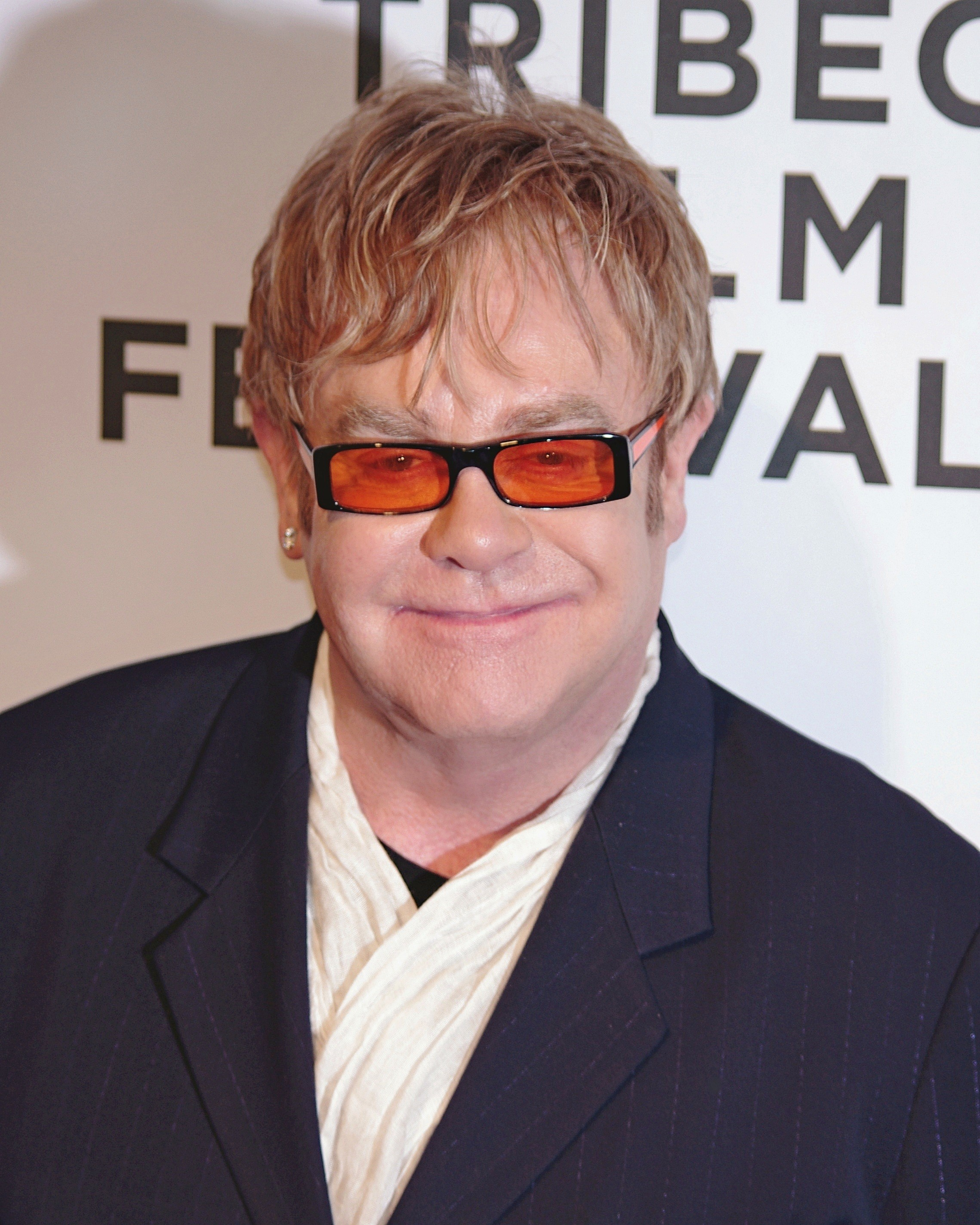
Elton Johns Candle in the Wind 1997 ist mit über 4,5 Millionen verkauften Einheiten die meistverkaufte Single in Deutschland.

Die Liste der meistverkauften Singles in Deutschland ist eine Übersicht aller Singles, die sich alleine in Deutschland nachweislich über eine Million Mal verkauften und somit zu einem sogenannten Millionenseller avancierten.
Das erfolgreichste Werk stammt von Elton John und wurde im Jahr 1997 veröffentlicht. Seine Doppel-A-Single Something About the Way You Look Tonight / Candle in the Wind 1997, die als Nekrolog für Prinzessin Diana nach deren Ableben veröffentlicht wurde, verkaufte sich über 4,5 Millionen Mal. Laut Guinness-Buch der Rekorde ist die Single, mit über 33 Millionen verkauften Einheiten weltweit, die zweiterfolgreichste Single der Geschichte. Lediglich Bing Crosbys White Christmas setzte mehr Exemplare ab (50 Millionen). Das älteste Werk stammt aus dem Jahr 1955 und kommt von der US-amerikanischen Rock-’n’-Roll-Band Bill Haley & His Comets. Deren Single Rock Around the Clock überschritt als eine der ersten Singles in Deutschland die Eine-Million-Marke.

## Hinweise zur Interpretation der aufgeführten Statistiken
Diese Liste beinhaltet Interpreten, deren Singles sich über eine Million Mal verkauften. Verkaufsabgaben für Veröffentlichungen ab 1975 stammen größtenteils vom BVMI (Bundesverband Musikindustrie). Der BVMI vergibt offiziell Gold- und Platinauszeichnungen seit dem 1. Januar 1975 für Audioprodukte. Die betroffenen Plattenfirmen müssen die Zertifizierungen beantragen, eine automatische Vergabe der Auszeichnungen erfolgt nicht. Es erfolgten bereits vor dem Jahr 1975 Plattenauszeichnungen durch den jeweiligen Tonträgerhersteller, allerdings nicht nach einheitlichen und offiziell geprüften Kriterien. Nach einer Richtlinie vom 1. Januar 1976 wird die Anzahl der gewerteten Verkäufe nach den an den Handel verkauften Einheiten ermittelt, die der GEMA oder einer anderen Verwertungsgesellschaft der Urheber als Inlandsverkäufe gemeldet wurden. Die Angaben für Veröffentlichungen vor 1975 entstammen aus seriösen Fachzeitschriften, Fachliteratur oder von den Künstlerseiten selbst.
Die Liste berücksichtigt alle Typen von Singles. Die Singles finden sich in der nachfolgenden Tabelle absteigend nach ihren Verkäufen sowie aufsteigend nach dem Veröffentlichungsjahr wieder. In der Tabelle finden sich Informationen über die Interpreten und Titel, die Autoren (Komponisten und Liedtexter) und Musikproduzenten, das Veröffentlichungsjahr („Jahr VÖ“), die eventuell erhaltene Schallplattenauszeichnung sowie die Höhe der Verkäufe wieder. Bei den Angaben in der Spalte „Verkäufe“ handelt es sich um eine Mindestanzahl an verkauften Tonträgern des jeweiligen Werkes. Da unter anderem für Schallplattenauszeichnungen feste Verleihungsgrenzen bestehen, können die tatsächlichen Verkäufe der jeweiligen Tonträger etwas höher – also zwischen der ausgezeichneten und der nächsten Verleihungsgrenze – ausfallen.
Darüber hinaus fließt bei Singles auch Musikstreaming mit in die Absatzstatistik ein. Anders als bei Musikalben werden bei Singles Streams unabhängig vom Veröffentlichungsdatum berücksichtigt. Die hierbei ermittelten Premium-Streams – Lieder müssen über 30 Sekunden gespielt werden – wurden bis zum 5. April 2018 mit einem Faktor von 100:1 und seit dem 6. April 2018 mit einem Faktor von 200:1 bei Singles berücksichtigt.

## Problematik
Da der BVMI erst seit dem 1. Januar 1975 Gold- und Platinauszeichnungen für einen großen Teil der Musikprodukte am Markt verleiht, kommt es dazu, dass Singles, deren Höhepunkt vor 1975 lag, nicht in dieser Liste auftauchen, wenn diese keine nachweisliche Erwähnung in Fachzeitschriften oder Fachliteratur fanden. Aus diesem Grund sind unter anderem die erfolgreichen Chartsingles Ganz Paris träumt von der Liebe (Caterina Valente & Orchester Mike Firestone) oder auch Cindy, Oh Cindy (Margot Eskens) nicht in dieser Auflistung berücksichtigt worden, obwohl davon auszugehen ist, dass von diesen Singles, nachdem sie über 21 Wochen bzw. fünf Monate an der Spitze der deutschen Singlecharts standen, auch mehr als eine Million Exemplare abgesetzt wurden. Des Weiteren werden nur diejenigen vielverkauften Bild- und Tonträger ausgezeichnet, die beim BVMI angemeldet und registriert wurden und daher Gold- und/oder Platinauszeichnungen erhielten.

## Verleihungsgrenzen der Tonträgerauszeichnungen
Seit dem 31. Dezember 2002 finden in unregelmäßigen Abständen Anpassungen der Verleihungsgrenzen für Singles statt. Zum 1. Januar 2003 erfolgte zunächst aufgrund abnehmender Verkaufszahlen eine Herabsetzung der Verleihungsgrenzen. Durch die steigenden Verkäufe aufgrund der Integration von Downloads und Streaming erfolgte zum 1. Juni 2014 wieder eine Heraufsetzung der Verleihungsgrenzen. Die Auszeichnungen richten sich nach dem jeweiligen Veröffentlichungsdatum des Tonträgers, nicht nach dem Datum der Zertifizierung. So wird beispielsweise eine Single, die 1980 erschien, heutzutage mit einer Goldenen Schallplatte für über 250.000 und nicht für 200.000 verkaufte Einheiten ausgezeichnet.
In Deutschland gibt es die Besonderheit, dass zwischen den Platin-Auszeichnungen nochmals Goldene Schallplatten verliehen werden. Einzig die AMPROFON in Mexiko verfolgt auch dieses Verleihungssystem. Üblicherweise erfolgen zwischen den einzelnen Platin-Schallplatten keine weiteren Auszeichnungen, bis zur Verleihung einer Diamantenen Schallplatte. In Deutschland werden ebendiese für Musikalben und Singles verliehen, alle anderen Tonträger werden in Deutschland nicht mit Diamantenen Schallplatten ausgezeichnet. In Ländern wie Polen stellt die Diamantene Schallplatte die höchste Auszeichnungsstufe dar. In Deutschland ist dies nicht der Fall. Erhält beispielsweise eine Single vom BVMI eine Diamant-Auszeichnung für eine Million verkaufte Exemplare, erreicht später jedoch die 1,2-Millionen-Marke, wird die Diamant-Auszeichnung von einer dreifachen Platin-Auszeichnung als Höchstauszeichnung abgelöst.
| Auszeichnung | bis 31. Dezember 2002 | bis 31. Dezember 2012 | bis 31. Mai 2014 | seit 1. Juni 2014 |
| ------------ | --------------------- | --------------------- | ---------------- | ----------------- |
| Gold         | 250.000               | 150.000               | 150.000          | 200.000           |
| Platin       | 500.000               | 300.000               | 300.000          | 400.000           |
| 3× Gold      | 750.000               | 450.000               | 450.000          | 600.000           |
| 2× Platin    | 1.000.000             | 600.000               | 600.000          | 800.000           |
| …            |                       |                       |                  |                   |
| Diamant      | —                     | —                     | 1.000.000        | 1.000.000         |

## Singles geordnet nach Tonträgerverkäufen
- Rang: gibt die Reihenfolge der Singles wieder. Diese wird durch die Höhe der „Verkäufe“ bestimmt.
- Jahr VÖ: das Jahr und Monat, in dem die Single erstmals in Deutschland veröffentlicht wurde.
- Titel: gibt den Titel der Single wieder.
- Interpret(en): gibt die Interpreten der Single wieder.
- Autoren/Produzenten: gibt an, welche Autoren (Musik/Text) und Musikproduzenten an der Single beteiligt waren.
- Verkäufe: gibt die Höhe der Verkäufe sowie eventuell verliehene Schallplattenauszeichnungen wieder.

| Rang | Jahr VÖ | Titel                                                              | Interpret(en)                               | Autoren (A) Produzenten (P) | Verkäufe               |
| ---- | ------- | ------------------------------------------------------------------ | ------------------------------------------- | --- | ---------------------- |
| 1    | 09.1997 | Something About the Way You Look Tonight / Candle in the Wind 1997 | Elton John                                  | A: Elton John und Bernie Taupin P: Chris Thomas / George Martin | 9× Platin (4.500.000+) |
| 2    | 11.1957 | March from the River Kwai                                          | Mitch Miller & His Orchestra                | A: Kenneth J. Alford und Malcolm Arnold P: Mitch Miller | Gold (4.000.000+)      |
| 3    | 11.1996 | Time to Say Goodbye (Con te partirò)                               | Andrea Bocelli & Sarah Brightman            | A: Frank Peterson, Lucio Quarantotto und Francesco Sartori P: Frank Peterson | 11× Gold (2.750.000+)  |
| 4    | 01.2017 | Shape of You                                                       | Ed Sheeran                                  | A: Kevin Briggs, Kandi Burruss, Tameka Cottle, Steve Mac, Johnny McDaid und Ed Sheeran P: Steve Mac | 6× Platin (2.400.000+) |
| 5    | 04.1999 | Mambo No. 5 (A Little Bit of…)                                     | Lou Bega                                    | A: Lou Bega, Zippy Davis und Pérez Prado P: Achim Kleist und Wolfgang von Webenau | 7× Gold (2.100.000+)   |
| 6    | 03.1956 | Heimweh (Dort, wo die Blumen blüh’n)                               | Freddy Quinn                                | A: Ernst Bader, Dieter Rasch, Richard Dehr, Terry Gilkyson und Frank Miller P: Lotar Olias | 2× Platin (2.000.000+) |
| 6    | 10.1956 | Love Me Tender                                                     | Elvis Presley                               | A: Ken Darby, Vera Matson, Elvis Presley und George R. Poulton P: Steve Sholes | 2× Platin (2.000.000+) |
| 6    | 10.1957 | Der lachende Vagabund                                              | Fred Bertelmann                             | A: Jim Lowe und Peter Moesser P: Hans Bertram | Gold (2.000.000+)      |
| 6    | 11.1962 | Junge, komm bald wieder                                            | Freddy Quinn                                | A: Lotar Olias und Walter Rothenburg P: Lotar Olias | 2× Platin (2.000.000+) |
| 6    | 05.1965 | Il Silenzio (Abschiedsmelodie)                                     | Nini Rosso                                  | A: Willy Guglielmo Brezza und Nini Rosso P: Y. Honda und J. Uchino | Platin (2.000.000+)    |
| 6    | 09.1967 | Massachusetts                                                      | Bee Gees                                    | A: Barry Gibb, Maurice Gibb und Robin Gibb P: Barry Gibb, Maurice Gibb, Robin Gibb und Robert Stigwood | 2× Platin (2.000.000+) |
| 6    | 02.1971 | Butterfly                                                          | Danyel Gérard                               | A: Danyel Gérard und Ben Juris P: Hervé Roy und Claude Vallois | Gold (2.000.000+)      |
| 6    | 12.1997 | My Heart Will Go On                                                | Céline Dion                                 | A: James Horner und Will Jennings P: Walter Afanasieff und James Horner | 4× Platin (2.000.000+) |
| 14   | 10.1994 | All I Want for Christmas Is You                                    | Mariah Carey                                | A: Walter Afanasieff und Mariah Carey P: Walter Afanasieff und Mariah Carey | 3× Platin (1.800.000+) |
| 14   | 10.2001 | In the End                                                         | Linkin Park                                 | A: Chester Bennington, Rob Bourdon, Brad Delson, Joe Hahn und Mike Shinoda P: Don Gilmore | 3× Platin (1.800.000+) |
| 14   | 10.2002 | Lose Yourself                                                      | Eminem                                      | A: Jeff Bass, Luis Resto und Marshall Mathers P: Marshall Mathers | 3× Platin (1.800.000+) |
| 14   | 01.2017 | Despacito                                                          | Luis Fonsi feat. Daddy Yankee               | A: Ramón Ayala, Erika Ender und Luis Rodríguez P: Mauricio Rengifo und Andrés Torres | 9× Gold (1.800.000+)   |
| 14   | 08.2019 | Roller                                                             | Apache 207                                  | A: Jennifer Allendörfer, Luís-Florentino Cruz und Volkan Yaman P: Lucry und Suena | 9× Gold (1.800.000+)   |
| 19   | 12.2001 | I Believe                                                          | Bro’Sis                                     | A: Alex Christensen, J. Ena, Jens Klein und Pete Könemann P: Alex Christensen | 7× Gold (1.750.000+)   |
| 20   | 10.2012 | Another Love                                                       | Tom Odell                                   | A: Tom Odell P: Dan Grech-Marguerat | 11× Gold (1.650.000+)  |
| 20   | 06.2013 | Wake Me Up                                                         | Avicii & Aloe Blacc                         | A: Tim Bergling, Aloe Blacc, Mike Einziger und Aileen Quinn P: Avicii und Ash Pournouri | 11× Gold (1.650.000+)  |
| 22   | 05.2014 | Cheerleader (Felix Jaehn Remix)                                    | Omi / Felix Jaehn                           | A: Mark Bradford, Clifton Dillon, Ryan Dillon, Sly Dunbar und Omar Samuel Pasley P: Clifton Dillon und Omar Samuel Pasley | 4× Platin (1.600.000+) |
| 22   | 09.2016 | Ohne mein Team                                                     | Bonez MC & RAF Camora feat. Maxwell         | A: John-Lorenz Moser, Maxwell Kwabena Schaden und Raphael Ragucci P: RAF Camora | 4× Platin (1.600.000+) |
| 22   | 09.2017 | Was du Liebe nennst                                                | Bausa                                       | A: The Cratez, Julian Otto, Paul Philipp Spurny und Martin Peter Willumeit P: The Cratez und Jugglerz | 4× Platin (1.600.000+) |
| 25   | 11.1984 | Last Christmas                                                     | Wham!                                       | A: George Michael P: George Michael | 3× Platin (1.500.000+) |
| 25   | 10.1992 | Conquest of Paradise                                               | Vangelis                                    | A: Vangelis P: Vangelis | 3× Platin (1.500.000+) |
| 25   | 05.1997 | I’ll Be Missing You                                                | Puff Daddy feat. Faith Evans & 112          | A: Faith Evans, Todd Gaither und Sting P: Sean Combs und Stevie J. | 3× Platin (1.500.000+) |
| 25   | 09.1998 | Flugzeuge im Bauch                                                 | Oli.P                                       | A: Herbert Grönemeyer P: Florian Fackler und Marco Spürgin | 3× Platin (1.500.000+) |
| 25   | 08.2013 | All of Me                                                          | John Legend                                 | A: Toby Gad und John Stephens P: John Stephens und Dave Tozer | Diamant (1.500.000+)   |
| 25   | 09.2017 | Señorita                                                           | Kay One feat. Pietro Lombardi               | A: Boris Fleck, Kenneth Glöckler, Pietro Lombardi und Georg Maier P: Stard Ova | Diamant (1.500.000+)   |
| 31   | 11.2015 | Faded                                                              | Alan Walker & Iselin Solheim                | A: Jesper Borgen, Anders Frøen, Gunnar Greve Pettersen und Alan Walker P: Jesper Borgen, Anders Frøen und Alan Walker | 7× Gold (1.400.000+)   |
| 31   | 09.2017 | Perfect                                                            | Ed Sheeran                                  | A: Ed Sheeran P: Will Hicks und Ed Sheeran | 7× Gold (1.400.000+)   |
| 31   | 06.2018 | In My Mind                                                         | Dynoro & Gigi D’Agostino                    | A: Aden Forte, Ivan Gough, Joshua Soon, Georgina Kingsley, Carlo Montagner, Luigino Di Agostino, Paolo Sandrini und Diego Leoni P: Edvinas Pechovskis und Daumantas Vinkevicius | 7× Gold (1.400.000+)   |
| 31   | 05.2019 | Dance Monkey                                                       | Tones and I                                 | A: Toni Watson P: Konstantin Kersting | 7× Gold (1.400.000+)   |
| 35   | 02.2007 | Ein Stern (… der deinen Namen trägt)                               | DJ Ötzi & Nik P.                            | A: Nikolaus Presnik P: Ivo Mohring und Tantris | 9× Gold (1.350.000+)   |
| 35   | 09.2007 | Apologize                                                          | Timbaland presents OneRepublic              | A: Tim Mosley und Ryan Tedder P: Greg Wells und Ryan Tedder | 9× Gold (1.350.000+)   |
| 35   | 12.2013 | Happy                                                              | Pharrell Williams                           | A: Pharrell Williams P: Pharrell Williams | 9× Gold (1.350.000+)   |
| 38   | 10.1998 | Believe                                                            | Cher                                        | A: Paul Barry, Matt Gray, Brian Higgins, Stuart McLennan, Timothy Powell und Steve Torch P: Brian Rawling und Mark Taylor | 5× Gold (1.250.000+)   |
| 38   | 06.1999 | Blue (Da Ba Dee)                                                   | Eiffel 65                                   | A: Massimo Gabutti, Maurizio Lobina und Gianfranco Randone P: Massimo Gabutti und Luciano Zucchet | 5× Gold (1.250.000+)   |
| 40   | 10.1981 | Don’t Stop Believin’                                               | Journey                                     | A: Jonathan Cain, Steve Perry und Neal Schon P: Kevin Elson und Mike Stone | 2× Platin (1.200.000+) |
| 40   | 09.1991 | Smells Like Teen Spirit                                            | Nirvana                                     | A: Kurt Cobain, Dave Grohl und Krist Novoselić P: Butch Vig | 2× Platin (1.200.000+) |
| 40   | 09.2000 | Last Resort                                                        | Papa Roach                                  | A: David Buckner, Tobin Esperance, Jerry Horton und Jacoby Shaddix P: Jay Baumgardner | 2× Platin (1.200.000+) |
| 40   | 09.2008 | Poker Face                                                         | Lady Gaga                                   | A: Lady Gaga und RedOne P: RedOne | 4× Platin (1.200.000+) |
| 40   | 05.2009 | I Gotta Feeling                                                    | The Black Eyed Peas                         | A: William Adams, Stacy Ferguson, Jaime Gomez, Allan Pineda, Frédéric Riesterer und David Guetta P: David Guetta | 2× Platin (1.200.000+) |
| 40   | 05.2010 | Waka Waka (This Time for Africa)                                   | Shakira feat. Freshlyground                 | A: Jean Zé Bella, Eugene Doo Belley, Emile Kojidie, John Hill, Simon Attwell, Peter Cohen, Josh Hawks, Zolani Mahola, Julio Sigauque, Kyla-Rose Smith, Seredeal Scheepers und Shakira Mebarak Ripol P: John Hill und Shakira Mebarak Ripol | 4× Platin (1.200.000+) |
| 40   | 03.2011 | Give Me Everything                                                 | Pitbull feat. Nayer, Ne-Yo & Afrojack       | A: Armando Pérez, Shaffer Smith und Nick van de Wall P: Nick van de Wall | 2× Platin (1.200.000+) |
| 40   | 07.2011 | Somebody That I Used to Know                                       | Gotye feat. Kimbra                          | A: Luiz Bonfá und Wally De Backer P: Wally De Backer | 4× Platin (1.200.000+) |
| 40   | 12.2011 | Titanium                                                           | David Guetta feat. Sia                      | A: Sia Furler, David Guetta, Giorgio Tuinfort und Nick van de Wall P: David Guetta, Giorgio Tuinfort und Nick van de Wall | 2× Platin (1.200.000+) |
| 40   | 08.2012 | Hall of Fame                                                       | The Script feat. will.i.am                  | A: James Barry, Daniel O’Donoghue und Mark Sheehan P: James Barry, Daniel O’Donoghue und Mark Sheehan | 2× Platin (1.200.000+) |
| 40   | 09.2012 | Diamonds                                                           | Rihanna                                     | A: Mikkel Eriksen, Tor Hermansen, Sia Furler und Benjamin Levine P: Mikkel Eriksen, Tor Hermansen und Benjamin Levine | 4× Platin (1.200.000+) |
| 40   | 09.2012 | Scream & Shout                                                     | will.i.am feat. Britney Spears              | A: William Adams, Jean-Baptiste Kouame, Tula Contostavlos und Jef Martens P: William Adams und Jef Martens | 4× Platin (1.200.000+) |
| 40   | 03.2013 | Blurred Lines                                                      | Robin Thicke feat. T.I. & Pharrell Williams | A: Marvin Gaye, Clifford Harris Jr., Robin Thicke und Pharrell Williams P: Pharrell Williams | 4× Platin (1.200.000+) |
| 40   | 05.2013 | Radioactive                                                        | Imagine Dragons                             | A: Kendrick Lamar, Ben McKee, Josh Mosser, Daniel Platzman, Dan Reynolds, Wayne Sermon und Alexander Grant P: Alexander Grant | 4× Platin (1.200.000+) |
| 40   | 11.2013 | I See Fire                                                         | Ed Sheeran                                  | A: Ed Sheeran P: Pete Cobbin und Ed Sheeran | 4× Platin (1.200.000+) |
| 40   | 01.2014 | Waves (Robin Schulz Remix)                                         | Mr. Probz / Robin Schulz                    | A: Dennis Princewell Stehr P: Mr. Probz | 4× Platin (1.200.000+) |
| 40   | 04.2015 | Photograph                                                         | Ed Sheeran                                  | A: Martin Harrington, Tom Leonard, Johnny McDaid und Ed Sheeran P: Jeff Bhasker und Emile Haynie | 3× Platin (1.200.000+) |
| 40   | 12.2015 | Die immer lacht                                                    | Stereoact feat. Kerstin Ott                 | A: Kerstin Ott P: Stereoact | 3× Platin (1.200.000+) |
| 40   | 01.2016 | Hulapalu                                                           | Andreas Gabalier                            | A: Andreas Gabalier P: Mathias Roska | 3× Platin (1.200.000+) |
| 40   | 06.2016 | Starboy                                                            | The Weeknd feat. Daft Punk                  | A: Thomas Bangalter, Guy-Manuel de Homem-Christo, Martin McKinney, Abel Tesfaye und Henry Walter P: Thomas Bangalter und Guy-Manuel de Homem-Christo | 2× Platin (1.200.000+) |
| 40   | 02.2017 | Something Just Like This                                           | The Chainsmokers & Coldplay                 | A: Andrew Taggart und Coldplay P: The Chainsmokers | 3× Platin (1.200.000+) |
| 40   | 04.2017 | Thunder                                                            | Imagine Dragons                             | A: Ben McKee, Daniel Platzman, Dan Reynolds, Wayne Sermon, Jayson DeZuzio und Alexander Grant P: Alexander Grant und Jayson DeZuzio | 3× Platin (1.200.000+) |
| 40   | 04.2017 | Unforgettable                                                      | French Montana feat. Swae Lee               | A: Khalif Brown, Karim Kharbouch, Aujla Singh, McCulloch Sutphin, Christopher Washington und Michael Williams P: Jaegan, McCulloch Sutphin, Christopher Washington und Michael Williams | 3× Platin (1.200.000+) |
| 40   | 06.2017 | Heute mit mir                                                      | Nimo                                        | A: Phil Ratey und Nima Yaghobi P: Phil Ratey | 2× Platin (1.200.000+) |
| 40   | 09.2017 | Rockstar                                                           | Post Malone feat. 21 Savage                 | A: 21 Savage, Olufunmibi Awoshiley, Joey Badass, Louis Bell, Post Malone und Miles Ale P: Louis Bell und Tank God | 3× Platin (1.200.000+) |
| 40   | 11.2019 | Blinding Lights                                                    | The Weeknd                                  | A: Ahmad Balshe, Oscar Holter, Max Martin, Jason Quenneville und Abel Tesfaye P: Oscar Holter, Max Martin und Abel Tesfaye | 3× Platin (1.200.000+) |
| 40   | 06.2020 | Heat Waves                                                         | Glass Animals                               | A: Dave Bayley P: Dave Bayley | 3× Platin (1.200.000+) |
| 40   | 01.2023 | Komet                                                              | Apache 207 & Udo Lindenberg                 | A: Christopher Brenner, Udo Lindenberg, Lennard Oestmann, Aris Pehlivanian, Marco Tscheschlok und Volkan Yaman P: Lennard Oestmann und Aris Pehlivanian | 2× Platin (1.200.000+) |
| 68   | 04.1963 | Ich will ’nen Cowboy als Mann                                      | Gitte Hænning                               | A: Rudi Lindt und Peter Ström P: Heinz Gietz | (1.050.000+)           |
| 68   | 09.2003 | Numb                                                               | Linkin Park                                 | A: Chester Bennington, Rob Bourdon, Brad Delson, Dave Farrell, Joe Hahn und Mike Shinoda P: Chester Bennington, Rob Bourdon, Brad Delson, Dave Farrell, Don Gilmore, Joe Hahn und Mike Shinoda | 7× Gold (1.050.000+)   |
| 68   | 09.2009 | Alors on danse                                                     | Stromae                                     | A: Paul van Haver P: Dimitri Borrey und Paul van Haver | 7× Gold (1.050.000+)   |
| 68   | 08.2010 | Danza Kuduro                                                       | Don Omar feat. Lucenzo                      | A: Faouze Barkati, Cyril Govic, Alexander Scander, Fabrice Toigo, Ali Moore und Filipe Oliveira P: Faouze Barkati und Fabrice Toigo | 7× Gold (1.050.000+)   |
| 68   | 02.2011 | On the Floor                                                       | Jennifer Lopez feat. Pitbull                | A: AJ Junior, Kinda Hamid, Bilal Hajji, RedOne, Gonzalo Hermosa, Ulises Hermosa, Armando Pérez und Geraldo Sandell P: RedOne | 7× Gold (1.050.000+)   |
| 68   | 09.2013 | Take Me to Church                                                  | Hozier                                      | A: Andrew Hozier-Byrne P: Andrew Hozier-Byrne und Rob Kirwan | 7× Gold (1.050.000+)   |
| 74   | 01.1955 | Rock Around the Clock                                              | Bill Haley & His Comets                     | A: Jimmy DeKnight und Max C. Freedman P: Milt Gabler | Platin (1.000.000+)    |
| 74   | 02.1957 | Heimatlos                                                          | Freddy Quinn                                | A: Peter Moesser und Lotar Olias P: Sigrid Volkmann | Platin (1.000.000+)    |
| 74   | 03.1958 | Sail Along, Silv’ry Moon                                           | Billy Vaughn & His Orchestra                | A: Harry Tobias und Percy Wenrich P: — | Gold (1.000.000+)      |
| 74   | 10.1958 | La Paloma                                                          | Billy Vaughn & His Orchestra                | A: Sebastián de Yradier P: Randy Wood | Gold (1.000.000+)      |
| 74   | 01.1959 | Die Gitarre und das Meer                                           | Freddy Quinn                                | A: Lotar Olias und Aldo von Pinelli P: Lotar Olias | Platin (1.000.000+)    |
| 74   | 03.1959 | Morgen                                                             | Ivo Robić                                   | A: Peter Moesser P: Bert Kaempfert | Platin (1.000.000+)    |
| 74   | 08.1959 | Banjo Boy                                                          | Jan & Kjeld                                 | A: Charly Niessen P: — | Gold (1.000.000+)      |
| 74   | 08.1959 | Marina                                                             | Rocco Granata                               | A: Rocco Granata P: — | Gold (1.000.000+)      |
| 74   | 08.1959 | Wunderland bei Nacht                                               | Bert Kaempfert                              | A: Klaus Günter Neumann und Willi Stanke P: Bert Kaempfert | Platin (1.000.000+)    |
| 74   | 10.1959 | Unter fremden Sternen (Fährt ein weißes Schiff nach Hongkong)      | Freddy Quinn                                | A: Lotar Olias und Aldo von Pinelli P: — | Platin (1.000.000+)    |
| 74   | 02.1960 | Seemann (deine Heimat ist das Meer)                                | Lolita                                      | A: Fini Busch und Werner Scharfenberger P: Gerhard Mendelson | Platin (1.000.000+)    |
| 74   | 02.1960 | Wir wollen niemals auseinandergehn                                 | Heidi Brühl                                 | A: Bruno Balz, Michael Jary und Gloria de Vos P: Michael Jary | Gold (1.000.000+)      |
| 74   | 07.1960 | It’s Now or Never                                                  | Elvis Presley                               | A: Eduardo Di Capua, Wally Gold und Aaron Schroeder P: Steve Sholes | (1.000.000+)           |
| 74   | 10.1960 | Ramona                                                             | Blue Diamonds                               | A: Louis Wolfe Gilbert, Mabel Wayne und Dieter Rasch P: Jack Bulterman | Gold (1.000.000+)      |
| 74   | 03.1961 | Wheels                                                             | Billy Vaughn & His Orchestra                | A: Norman Petty P: — | Gold (1.000.000+)      |
| 74   | 06.1961 | La Paloma                                                          | Freddy Quinn                                | A: Helmut Käutner und Sebastián de Yradier P: Victor Bach, Joe Kirsten, Lotar Olias und Freddy Quinn | Platin (1.000.000+)    |
| 74   | 05.1964 | Liebeskummer lohnt sich nicht                                      | Siw Malmkvist                               | A: Christian Bruhn und Georg Buschor P: — | (1.000.000+)           |
| 74   | 10.1965 | Yesterday Man                                                      | Chris Andrews                               | A: Chris Andrews P: — | Gold (1.000.000+)      |
| 74   | 11.1965 | Ganz in Weiß                                                       | Roy Black                                   | A: Rolf Arland und Kurt Hertha P: Hans Bertram | Platin (1.000.000+)    |
| 74   | 02.1966 | Merci, Chérie                                                      | Udo Jürgens                                 | A: Thomas Hörbiger und Udo Jürgens P: — | Platin (1.000.000+)    |
| 74   | 07.1966 | Super Girl                                                         | Graham Bonney                               | A: Graham Bonney und Barry Mason P: Johnny Scott | (1.000.000+)           |
| 74   | 11.1967 | Mama                                                               | Heintje                                     | A: Bruno Balz, Cesare Andrea Bixio und Bruno Cherubini P: Addy Kleyngeld | Gold (1.000.000+)      |
| 74   | 04.1968 | Du sollst nicht weinen                                             | Heintje                                     | A: Wolf Hausmann, Johannes Jorge und Albert Schwarzmann P: Addy Kleyngeld | (1.000.000+)           |
| 74   | 09.1968 | Heidschi Bumbeidschi                                               | Heintje                                     | A: Johannes Jorge, Wolfgang Roloff und Albert Schwarzmann P: Addy Kleyngeld | Gold (1.000.000+)      |
| 74   | 06.1969 | Mendocino                                                          | Michael Holm                                | A: Michael Holm und Doug Sahm P: Michael Holm und Giorgio Moroder | Gold (1.000.000+)      |
| 74   | 11.1969 | Dein schönstes Geschenk                                            | Roy Black                                   | A: Lilibert und Werner Twardy P: Hans Bertram | Gold (1.000.000+)      |
| 74   | 02.1971 | Chirpy Chirpy Cheep Cheep                                          | Middle of the Road                          | A: Giuseppe Cassia und Lally Stott P: Italo Greco und Giacomo Tosti | Gold (1.000.000+)      |
| 74   | 11.1971 | Komm gib mir deine Hand                                            | Tony Marshall                               | A: Jack White P: Jack White | Platin (1.000.000+)    |
| 74   | 11.1972 | Der Junge mit der Mundharmonika                                    | Bernd Clüver                                | A: José Fernando Arbex Miró und Peter Orloff P: Peter Orloff | Gold (1.000.000+)      |
| 74   | 07.1973 | Der kleine Prinz (ein Engel, der Sehnsucht heißt)                  | Bernd Clüver                                | A: Peter Orloff P: Peter Orloff | Gold (1.000.000+)      |
| 74   | 05.1975 | Paloma Blanca                                                      | George Baker Selection                      | A: Johannes Bouwens P: Johannes Bouwens | (1.000.000+)           |
| 74   | 11.1982 | Major Tom (völlig losgelöst)                                       | Peter Schilling                             | A: Peter Schilling P: Peter Schilling und Armin Sabol | 2× Platin (1.000.000+) |
| 74   | 08.1989 | Lambada                                                            | Kaoma                                       | A: Gonzalo Hermosa und Ulises Hermosa P: Jean-Claude Bonaventure | 2× Platin (1.000.000+) |
| 74   | 04.1993 | Mr. Vain                                                           | Culture Beat                                | A: Jeff Carmichael, Nosie Katzmann und Steven Levis P: Torsten Fenslau | 2× Platin (1.000.000+) |
| 74   | 06.1993 | What’s Up?                                                         | 4 Non Blondes                               | A: Linda Perry P: David Tickle | 2× Platin (1.000.000+) |
| 74   | 08.1994 | Cotton Eye Joe                                                     | Rednex                                      | A: Janne Ericsson, Örjan Öban Öberg und Pat Reiniz P: Pat Reiniz | 2× Platin (1.000.000+) |
| 74   | 08.1995 | Gangsta’s Paradise                                                 | Coolio feat. L. V.                          | A: Artis Ivey jr., Dough Rasheed, Larry Sanders und Stevie Wonder P: Dough Rasheed | 2× Platin (1.000.000+) |
| 74   | 11.1995 | Earth Song                                                         | Michael Jackson                             | A: Michael Jackson P: David Foster und Michael Jackson | 2× Platin (1.000.000+) |
| 74   | 05.1996 | Killing Me Softly                                                  | The Fugees                                  | A: Charles Fox und Norman Gimbel P: Lauryn Hill und Wyclef Jean | 2× Platin (1.000.000+) |
| 74   | 11.1996 | Die längste Single der Welt                                        | Wolfgang Petry                              | A: siehe Klappbox P: Wolfgang Petry und Helmuth Rüssmann - Dirk Buro - Michael Buschjan - Andy Cay - Peer Fischer - Rino Gaetano - Emmanuel Guerrero - Ralph Gusovius - Björn Håkansson - Tony Hendrik - Ulrich Hesselkamp - Reiner Hömig - Dieter Hoff - Achim Jaspert - Pit Löw - Bernd Meinunger - Kim Merz - Tim Norell - Holger Obenaus - Paul - Wolfgang Petry - Hans-Ulrich Prost - Reisch - Frank Thorsten - Jean-Pierre Valance - Karin van Haaren - Mark Weitz - Phil Yarden - Norbert Zucker | 2× Platin (1.000.000+) |
| 74   | 04.1998 | Ein Schwein namens Männer                                          | Die Ärzte                                   | A: Bela B., Rod González und Farin Urlaub P: Bela B., Rod González, Uwe Hoffmann und Farin Urlaub | 2× Platin (1.000.000+) |
| 74   | 12.1999 | Anton aus Tirol                                                    | Anton feat. DJ Ötzi                         | A: Ingrid Evelyn Musenbichler, Manfred Padinger, Walter Schachner und Friedrich Schicho P: Klaus Biedermann, Claus Marcus und Christian Seitz | 2× Platin (1.000.000+) |
| 74   | 11.2001 | Wonderful Dream (Holidays Are Coming)                              | Melanie Thornton                            | A: Rich Airis, Terry Coffey, Mitchell Lennox, Julien Nairolf, Ben Naftali, Jon Nettlesbey, Scott Temper und Melanie Thornton P: Mitchell Lennox und Julien Nairolf | 2× Platin (1.000.000+) |
| 74   | 07.2002 | The Ketchup Song (Aserejé)                                         | Las Ketchup                                 | A: Francisco Manuel Ruiz Gomez P: Francisco Manuel Ruiz Gomez | 2× Platin (1.000.000+) |
| 74   | 11.2002 | Der Steuersong (Las Kanzlern)                                      | Die Gerd Show                               | A: Elmar Brandt, Peter Burtz, Michael Kernbach und Francisco Manuel Ruiz Gomez P: Elmar Brandt und Peter Burtz | 2× Platin (1.000.000+) |
| 74   | 09.2012 | Lila Wolken                                                        | Marteria, Yasha & Miss Platnum              | A: Dirk Berger, David Conen, Yasha Conen, Marten Laciny, Mario Wesser, Vincent von Schlippenbach, José Garcia Soler und Ruth-Maria Renner P: Dirk Berger, David Conen, Philipp Hoppen, Vincent von Schlippenbach und José Garcia Soler | Diamant (1.000.000+)   |
| 74   | 05.2013 | Riptide                                                            | Vance Joy                                   | A: James Keogh P: John Castle, James Keogh und Edwin White | Diamant (1.000.000+)   |
| 74   | 06.2013 | Counting Stars                                                     | OneRepublic                                 | A: Ryan Tedder P: Ryan Tedder und Noel Zancanella | Diamant (1.000.000+)   |
| 74   | 08.2013 | Willst du                                                          | Alligatoah                                  | A: Lukas Strobel P: Lukas Strobel | Diamant (1.000.000+)   |
| 74   | 10.2013 | Timber                                                             | Pitbull feat. Kesha                         | A: Aaron Arnold, Steve Arrington, Charles Carter, Greg Errico, Lukasz Gottwald, Priscilla Hamilton, Waung Hankerson, Breyan Isaac, Keri Oskar, Lee Oskar, Roger Parker, Armando Pérez, Jamie Sanderson, Kesha Sebert, Pebe Sebert und Henry Walter P: Lukasz Gottwald und Henry Walter | Diamant (1.000.000+)   |
| 74   | 11.2013 | Atemlos durch die Nacht                                            | Helene Fischer                              | A: Kristina Bach P: Jean Frankfurter | Diamant (1.000.000+)   |
| 74   | 04.2014 | Auf uns                                                            | Andreas Bourani                             | A: Andreas Bourani, Julius Hartog und Tom Olbrich P: Peter “Jem” Seifert | Diamant (1.000.000+)   |
| 74   | 05.2014 | Au revoir                                                          | Mark Forster feat. Sido                     | A: Mark Ćwiertnia, Ralf Christian Mayer, Daniel Nitt, Philipp Steinke und Paul Würdig P: Mark Ćwiertnia, Ralf Christian Mayer und Daniel Nitt | Diamant (1.000.000+)   |
| 74   | 05.2014 | Traum                                                              | Cro                                         | A: Christoph Bauss, Carlo Waibel und Fridolin Walcher P: Christoph Bauss und Fridolin Walcher | Diamant (1.000.000+)   |
| 74   | 06.2014 | Prayer in C                                                        | Lilly Wood & the Prick & Robin Schulz       | A: Benjamin Cotto und Nili Hadida P: Robin Schulz | Diamant (1.000.000+)   |
| 74   | 08.2014 | Are You with Me                                                    | Lost Frequencies                            | A: Tommy Lee James, Shane McAnally und Terry McBride P: Felix De Laet | Diamant (1.000.000+)   |
| 74   | 01.2015 | Love Me like You Do                                                | Ellie Goulding                              | A: Savan Kotecha, Max Martin, Tove Nilsson, Ali Payami und Ilya Salmanzadeh P: Max Martin und Ali Payami | Diamant (1.000.000+)   |
| 74   | 03.2015 | See You Again                                                      | Wiz Khalifa feat. Charlie Puth              | A: Andrew Cedar, DJ Frank E, Wiz Khalifa und Charlie Puth P: Andrew Cedar, DJ Frank E und Charlie Puth | Diamant (1.000.000+)   |
| 74   | 04.2015 | Ain’t Nobody (Loves Me Better)                                     | Felix Jaehn feat. Jasmine Thompson          | A: Hawk Wolinski P: Felix Jaehn | Diamant (1.000.000+)   |
| 74   | 04.2015 | Stressed Out                                                       | Twenty One Pilots                           | A: Tyler Joseph P: Mike Elizondo | Diamant (1.000.000+)   |
| 74   | 06.2015 | So wie du bist                                                     | MoTrip feat. Lary                           | A: Beatgees, Lary, MoTrip und Konrad Sommermeyer P: Beatgees | Diamant (1.000.000+)   |
| 74   | 07.2015 | Sugar                                                              | Robin Schulz feat. Francesco Yates          | A: Francisco Bautista, Ronald Bryant, Nathan Perez, Junkx, Robin Schulz und Francesco Yates P: Junkx und Robin Schulz | Diamant (1.000.000+)   |
| 74   | 08.2015 | Astronaut                                                          | Sido feat. Andreas Bourani                  | A: Andreas Bourani, Simon Müller-Lerch, Paul Neumann, Marek Pompetzki, Cecil Remmler und Paul Würdig P: Paul Neumann, Marek Pompetzki und Cecil Remmler | Diamant (1.000.000+)   |
| 74   | 08.2015 | Geiles Leben                                                       | Glasperlenspiel                             | A: Philipp Albinger, Benjamin Bistram, Daniel Grunenberg, Philipp Klemz, Carolin Niemczyk, Christian Raab und Peter Stanowsky P: Philipp Albinger, Johannes Burger und Kilian Wilke | Diamant (1.000.000+)   |
| 74   | 09.2015 | Don’t Be So Shy (Filatov & Karas Remix)                            | Imany / Filatov & Karas                     | A: Stéfane Goldman und Nadia Mladjao P: Malik Ndiaye | Diamant (1.000.000+)   |
| 74   | 11.2015 | Love Yourself                                                      | Justin Bieber                               | A: Justin Bieber, Benjamin Levine und Ed Sheeran P: Benjamin Levine | Diamant (1.000.000+)   |
| 74   | 12.2015 | The Sound of Silence                                               | Disturbed                                   | A: Paul Simon P: Kevin Churko | Diamant (1.000.000+)   |
| 74   | 02.2016 | Don’t Let Me Down                                                  | The Chainsmokers feat. Daya                 | A: Scott Harris, Andrew Taggart und Emily Warren P: The Chainsmokers | Diamant (1.000.000+)   |
| 74   | 02.2016 | Cheap Thrills                                                      | Sia feat. Sean Paul                         | A: Sia Furler, Greg Kurstin und Sean Paul Henriques P: Greg Kurstin | Diamant (1.000.000+)   |
| 74   | 02.2016 | This Girl                                                          | Kungs vs. Cookin’ on 3 Burners              | A: Lance Ferguson, Ivan Khatchoyan und Jake Mason P: Valentin Brunel | Diamant (1.000.000+)   |
| 74   | 05.2016 | Can’t Stop the Feeling!                                            | Justin Timberlake                           | A: Max Martin, Shellback und Justin Timberlake P: Max Martin, Shellback und Justin Timberlake | Diamant (1.000.000+)   |
| 74   | 07.2016 | Palmen aus Plastik                                                 | Bonez MC & RAF Camora                       | A: Beataura, John-Lorenz Moser und Raphael Ragucci P: Beataura und RAF Camora | Diamant (1.000.000+)   |
| 74   | 08.2016 | Let Me Love You                                                    | DJ Snake feat. Justin Bieber                | A: Louis Bell, Lumidee Cedeño, Brian Lee, Teddy Mendez, Austin Roser, Ali Tamposi, Andrew Watt, Justin Bieber, William Grigahcine, Stany Kibulu, Edwin Perez und Steven Marsden P: William Grigahcine | Diamant (1.000.000+)   |
| 74   | 02.2017 | Believer                                                           | Imagine Dragons                             | A: Robin Fredriksson, Mattias Larsson, Ben McKee, Daniel Platzman, Dan Reynolds, Wayne Sermon und Justin Tranter P: Robin Fredriksson und Mattias Larsson | Diamant (1.000.000+)   |
| 74   | 03.2017 | Galway Girl                                                        | Ed Sheeran                                  | A: Liam Bradley, Niamh Dunne, Seán Graham, Damian McKee, Eamon Murray, Johnny McDaid, Ed Sheeran, Foy Vance und Amy Wadge P: Mike Elizondo | Diamant (1.000.000+)   |
| 74   | 05.2017 | More Than You Know                                                 | Axwell Λ Ingrosso                           | A: Sebastian Ingrosso, Salem Al Fakir, Axel Hedfors, Vincent Pontare und Richard Zastenker P: Sebastian Ingrosso, Axel Hedfors, Richard Zastenker und Salvatore Ganacci | Diamant (1.000.000+)   |
| 74   | 08.2017 | Havana                                                             | Camila Cabello feat. Young Thug             | A: Camila Cabello, Louis Bell, Brittany Hazzard, Ali Tamposi, Andrew Watt, Jeffery Williams, Pharrell Williams, Frank Dukes, Kaan Gunesberk und Brian Lee P: Matt Beckley und Frank Dukes | Diamant (1.000.000+)   |
| 74   | 08.2018 | 500 PS                                                             | Bonez MC & RAF Camora                       | A: The Cratez, John-Lorenz Moser und Raphael Ragucci P: The Cratez und RAF Camora | Diamant (1.000.000+)   |
| 74   | 08.2018 | Sweet but Psycho                                                   | Ava Max                                     | A: Andreas Haukeland, Amanda Koci, William Lobban-Bean, Madison Love und Henry Walter P: Henry Walter | Diamant (1.000.000+)   |
| 74   | 11.2018 | Someone You Loved                                                  | Lewis Capaldi                               | A: Thomas Barnes, Lewis Capaldi, Peter Kelleher, Benjamin Kohn und Samuel Romans P: TMS | Diamant (1.000.000+)   |
| 74   | 12.2018 | Old Town Road                                                      | Lil Nas X                                   | A: Lil Nas X, Trent Reznor, Atticus Ross und YoungKio P: Trent Reznor, Atticus Ross und YoungKio | Diamant (1.000.000+)   |
| 74   | 03.2019 | Bad Guy                                                            | Billie Eilish                               | A: Billie Eilish und Finneas O’Connell P: Finneas O’Connell | Diamant (1.000.000+)   |
| 74   | 05.2019 | Roses (Imanbek Remix)                                              | Saint Jhn / Imanbek                         | A: Carlos Phillips und Lee Stanshenko P: Imanbek Seikenow | Diamant (1.000.000+)   |
| 74   | 05.2019 | Vermissen                                                          | Juju feat. Henning May                      | A: Claus Capek, Guy Gross, Juju, Krutsch und Henning May P: Krutsch | Diamant (1.000.000+)   |
| 74   | 01.2021 | Wellerman                                                          | Nathan Evans                                | A: Samuel Brannan, Nathan Evans, William Graydon, Tom Hollings, Alex Oriet und David Phelan P: Alex Oriet und David Phelan | Diamant (1.000.000+)   |
| 74   | 06.2021 | Bad Habits                                                         | Ed Sheeran                                  | A: Fred Gibson, Johnny McDaid und Ed Sheeran P: Fred Gibson, Johnny McDaid und Ed Sheeran | Diamant (1.000.000+)   |

## Ranglisten
Die nachfolgenden Ranglisten geben Auskunft über die Autoren und Interpreten mit den meisten Millionensellern, in welcher Sprache die meisten Lieder geschrieben sind sowie welche Kompositionen am häufigsten die Eine-Million-Marke überschreiten. Bei der Aufstellung „Millionenseller nach Sprache“ werden die Punkte durch die Anzahl der vorhandenen Sprachen geteilt.
| Az. | Interpret |
| --- | --- |
| 6   | Freddy Quinn • Heimweh (Dort, wo die Blumen blüh’n) (1956) • Heimatlos (1957) • Die Gitarre und das Meer (1959) • Unter fremden Sternen (1959) • La Paloma (1961) • Junge, komm bald wieder (1962) |
| 6   | Ed Sheeran • I See Fire (2013) • Photograph (2015) • Shape of You (2017) • Galway Girl (2017) • Perfect (2017) • Bad Habits (2021)                                                                 |
| 3   | Bonez MC • Palmen aus Plastik (2016) • Ohne mein Team (2016) • 500 PS (2018) |
| 3   | Heintje • Mama (1967) • Du sollst nicht weinen (1968) • Heidschi Bumbeidschi (1968) |
| 3   | Imagine Dragons • Radioactive (2013) • Believer (2017) • Thunder (2017) |
| 3   | Pitbull • On the Floor (2011) • Give Me Everything (2011) • Timber (2013) |
| 3   | RAF Camora • Palmen aus Plastik (2016) • Ohne mein Team (2016) • 500 PS (2018) |
| 3   | Robin Schulz • Waves (Robin Schulz Remix) (2014) • Prayer in C (Robin Schulz Remix) (2014) • Sugar (2015)                                                                                          |
| 3   | Billy Vaughn & His Orchestra • Sail Along, Silv’ry Moon (1958) • La Paloma (1958) • Wheels (1961)                                                                                                  |
| 2   | Apache 207 • Roller (2019) • Komet (2023) |
| 2   | Justin Bieber • Love Yourself (2015) • Let Me Love You (2016) |
| 2   | Andreas Bourani • Auf uns (2014) • Astronaut (2015) |
| 2   | Roy Black • Ganz in Weiß (1965) • Dein schönstes Geschenk (1969) |
| 2   | Bernd Clüver • Der Junge mit der Mundharmonika (1972) • Der kleine Prinz (ein Engel, der Sehnsucht heißt) (1973)                                                                                   |
| 2   | The Chainsmokers • Don’t Let Me Down (2016) • Something Just Like This (2017) |
| 2   | Felix Jaehn • Cheerleader (Felix Jaehn Remix) (2014) • Ain’t Nobody (Loves Me Better) (2015) |
| 2   | Linkin Park • In the End (2001) • Numb (2003) |
| 2   | DJ Ötzi • Anton aus Tirol (1999) • Ein Stern (… der deinen Namen trägt) (2007) |
| 2   | OneRepublic • Apologize (2007) • Counting Stars (2013) |
| 2   | Elvis Presley • Love Me Tender (1956) • It’s Now or Never (1960) |
| 2   | Sia • Titanium (2011) • Cheap Thrills (2016) |
| 2   | Sido • Au revoir (2014) • Astronaut (2015) |
| 2   | The Weeknd • Starboy (2016) • Blinding Lights (2019) |
| 2   | will.i.am • Hall of Fame (2012) • Scream & Shout (2012) |
| 2   | Pharrell Williams • Blurred Lines (2013) • Happy (2013) |

| Az. | Autor |
| --- | --- |
| 7   | Ed Sheeran • I See Fire (2013) • Photograph (2015) • Love Yourself (2015) • Shape of You (2017) • Galway Girl (2017) • Perfect (2017) • Bad Habits (2021) |
| 4   | Johnny McDaid • Photograph (2015) • Shape of You (2017) • Galway Girl (2017) • Bad Habits (2021)                                                          |
| 4   | Lotar Olias • Heimatlos (1957) • Die Gitarre und das Meer (1959) • Unter fremden Sternen (1959) • Junge, komm bald wieder (1962)                          |
| 3   | Louis Bell • Let Me Love You (2016) • Havana (2017) • Rockstar (2017)                                                                                     |
| 3   | Sia Furler • Titanium (2011) • Diamonds (2012) • Cheap Thrills (2016)                                                                                     |
| 3   | Ben McKee (Imagine Dragons) • Radioactive (2013) • Believer (2017) • Thunder (2017)                                                                       |
| 3   | Peter Moesser • Morgen (1956) • Heimatlos (1957) • Der lachende Vagabund (1957)                                                                           |
| 3   | John-Lorenz Moser (Bonez MC) • Palmen aus Plastik (2016) • Ohne mein Team (2016) • 500 PS (2018)                                                          |
| 3   | Armando Pérez (Pitbull) • On the Floor (2011) • Give Me Everything (2011) • Timber (2013)                                                                 |
| 3   | Daniel Platzman (Imagine Dragons) • Radioactive (2013) • Believer (2017) • Thunder (2017)                                                                 |
| 3   | Raphael Ragucci (RAF Camora) • Palmen aus Plastik (2016) • Ohne mein Team (2016) • 500 PS (2018)                                                          |
| 3   | Dan Reynolds (Imagine Dragons) • Radioactive (2013) • Believer (2017) • Thunder (2017)                                                                    |
| 3   | Karl Sandberg (Max Martin) • Love Me like You Do (2015) • Can’t Stop the Feeling! (2016) • Blinding Lights (2019)                                         |
| 3   | Wayne Sermon (Imagine Dragons) • Radioactive (2013) • Believer (2017) • Thunder (2017)                                                                    |
| 3   | Henry Walter (Cirkut) • Timber (2013) • Starboy (2016) • Sweet but Psycho (2018)                                                                          |
| 3   | Pharrell Williams • Blurred Lines (2013) • Happy (2013) • Havana (2017)                                                                                   |
| 2   | William Adams (will.i.am) • I Gotta Feeling (2009) • Scream & Shout (2012)                                                                                |
| 2   | Bruno Balz • Wir wollen niemals auseinandergehn (1960) • Mama (1967)                                                                                      |
| 2   | Chester Bennington • In the End (2001) • Numb (2003) |
| 2   | Justin Bieber • Love Yourself (2015) • Let Me Love You (2016)                                                                                             |
| 2   | Andreas Bourani • Auf uns (2014) • Astronaut (2015) |
| 2   | Rob Bourdon • In the End (2001) • Numb (2003) |
| 2   | Brad Delson • In the End (2001) • Numb (2003) |
| 2   | Alexander Grant • Radioactive (2013) • Thunder (2017) |
| 2   | David Guetta • I Gotta Feeling (2009) • Titanium (2011)                                                                                                   |
| 2   | Joe Hahn • In the End (2001) • Numb (2003) |
| 2   | Gonzalo Hermosa (Los Kjarkas) • Lambada (1989) • On the Floor (2011)                                                                                      |
| 2   | Ulises Hermosa (Los Kjarkas) • Lambada (1989) • On the Floor (2011)                                                                                       |
| 2   | Hans Hee (Johannes Jorge) • Du sollst nicht weinen (1968) • Heidschi Bumbeidschi (1968)                                                                   |
| 2   | Nadir Khayat (RedOne) • Poker Face (2008) • On the Floor (2011)                                                                                           |
| 2   | David Kraft (The Cratez) • Was du Liebe nennst (2017) • 500 PS (2018)                                                                                     |
| 2   | Brian Lee • Let Me Love You (2016) • Havana (2017) |
| 2   | Benjamin Levine (Benny Blanco) • Diamonds (2012) • Love Yourself (2015)                                                                                   |
| 2   | Peter Orloff • Der Junge mit der Mundharmonika (1972) • Der kleine Prinz (ein Engel, der Sehnsucht heißt) (1973)                                          |
| 2   | Aldo von Pinelli • Die Gitarre und das Meer (1959) • Unter fremden Sternen (Fährt ein weißes Schiff nach Hongkong) (1959)                                 |
| 2   | Dieter Rasch • Heimweh (Dort, wo die Blumen blüh’n) (1956) • Ramona (1960)                                                                                |
| 2   | Wolfgang Roloff (Ronny/Wolf Hausmann) • Du sollst nicht weinen (1968) • Heidschi Bumbeidschi (1968)                                                       |
| 2   | Francisco Ruiz Gomez • The Ketchup Song (Aserejé) (2002) • Der Steuersong (Las Kanzlern) (2002)                                                           |
| 2   | Albert Schwarzmann • Du sollst nicht weinen (1968) • Heidschi Bumbeidschi (1968)                                                                          |
| 2   | Mike Shinoda • In the End (2001) • Numb (2003) |
| 2   | Andrew Taggart (The Chainsmokers) • Don’t Let Me Down (2016) • Something Just Like This (2017)                                                            |
| 2   | Ali Tamposi • Let Me Love You (2016) • Havana (2017) |
| 2   | Ryan Tedder • Apologize (2007) • Counting Stars (2013) |
| 2   | Abel Tesfaye (The Weeknd) • Starboy (2016) • Blinding Lights (2019)                                                                                       |
| 2   | Nick van de Wall (Afrojack) • Give Me Everything (2011) • Titanium (2011)                                                                                 |
| 2   | Andrew Watt • Let Me Love You (2016) • Havana (2017) |
| 2   | Tim Wilke (The Cratez) • Was du Liebe nennst (2017) • 500 PS (2018)                                                                                       |
| 2   | Paul Würdig (Sido) • Au revoir (2014) • Astronaut (2015)                                                                                                  |
| 2   | Volkan Yaman (Apache 207) • Roller (2019) • Komet (2023)                                                                                                  |
| 2   | Sebastián de Yradier • La Paloma (1958) • La Paloma (1961)                                                                                                |

| Az. | Produzent |
| --- | --- |
| 4   | Lotar Olias • Heimweh (Dort, wo die Blumen blüh’n) (1956) • Die Gitarre und das Meer (1959) • La Paloma (1961) • Junge, komm bald wieder (1962) |
| 3   | Hans Bertram • Der lachende Vagabund (1957) • Ganz in Weiß (1965) • Dein schönstes Geschenk (1969)                                              |
| 3   | Addy Kleyngeld • Mama (1967) • Du sollst nicht weinen (1968) • Heidschi Bumbeidschi (1968)                                                      |
| 3   | Raphael Ragucci (RAF Camora) • Palmen aus Plastik (2016) • Ohne mein Team (2016) • 500 PS (2018)                                                |
| 3   | Karl Sandberg (Max Martin) • Love Me like You Do (2015) • Can’t Stop the Feeling! (2016) • Blinding Lights (2019)                               |
| 3   | Ed Sheeran • I See Fire (2013) • Perfect (2017) • Bad Habits (2021)                                                                             |
| 2   | Walter Afanasieff • All I Want for Christmas Is You (1994) • My Heart Will Go On (1997)                                                         |
| 2   | Chester Bennington • In the End (2001) • Numb (2003)                                                                                            |
| 2   | Rob Bourdon • In the End (2001) • Numb (2003)                                                                                                   |
| 2   | Brad Delson • In the End (2001) • Numb (2003)                                                                                                   |
| 2   | Mike Elizondo • Stressed Out (2017) • Galway Girl (2017)                                                                                        |
| 2   | Alexander Grant • Radioactive (2013) • Thunder (2017)                                                                                           |
| 2   | David Guetta • I Gotta Feeling (2009) • Titanium (2011)                                                                                         |
| 2   | Joe Hahn • In the End (2001) • Numb (2003) |
| 2   | Bert Kaempfert • Morgen (1956) • Wunderland bei Nacht (1960)                                                                                    |
| 2   | Nadir Khayat (RedOne) • Poker Face (2008) • On the Floor (2011)                                                                                 |
| 2   | David Kraft (The Cratez) • Was du Liebe nennst (2017) • 500 PS (2018)                                                                           |
| 2   | Benjamin Levine (Benny Blanco) • Diamonds (2012) • Love Yourself (2015)                                                                         |
| 2   | Peter Orloff • Der Junge mit der Mundharmonika (1972) • Der kleine Prinz (ein Engel, der Sehnsucht heißt) (1973)                                |
| 2   | Alexander Pall (The Chainsmokers) • Don’t Let Me Down (2016) • Something Just Like This (2017)                                                  |
| 2   | Robin Schulz • Prayer in C (Robin Schulz Remix) (2014) • Sugar (2015)                                                                           |
| 2   | Mike Shinoda • In the End (2001) • Numb (2003)                                                                                                  |
| 2   | Steve Sholes • Love Me Tender (1956) • It’s Now or Never (1960)                                                                                 |
| 2   | Andrew Taggart (The Chainsmokers) • Don’t Let Me Down (2016) • Something Just Like This (2017)                                                  |
| 2   | Ryan Tedder • Apologize (2007) • Counting Stars (2013)                                                                                          |
| 2   | Nick van de Wall (Afrojack) • Give Me Everything (2011) • Titanium (2011)                                                                       |
| 2   | Henry Walter (Cirkut) • Timber (2013) • Sweet but Psycho (2018)                                                                                 |
| 2   | Tim Wilke (The Cratez) • Was du Liebe nennst (2017) • 500 PS (2018)                                                                             |
| 2   | Pharrell Williams • Blurred Lines (2013) • Happy (2013)                                                                                         |

| Az.  | Sprache              |
| ---- | -------------------- |
| 87,5 | Englisch             |
| 51,0 | Deutsch              |
| 6,0  | Instrumentalmusik    |
| 2,0  | Italienisch          |
| 1,5  | Spanisch             |
| 1,0  | Französisch          |
| 1,0  | Konstruierte Sprache |
| 1,0  | Portugiesisch        |

| Az. | Komposition                                                                                   |
| --- | --------------------------------------------------------------------------------------------- |
| 2   | The Ketchup Song • Las Ketchup (2002) • Die Gerd Show – Der Steuersong (2002)                 |
| 2   | La Paloma • Billy Vaughn & His Orchestra (1958) • Freddy Quinn (1961)                         |
| 2   | Llorando se fue • Kaoma – Lambada (1989) • Jennifer Lopez feat. Pitbull – On the Floor (2011) |